# كازواكي ساساكي
كازواكي ساساكي (باليابانية: 佐々木一昭؛ بالكانا: ささき かずあき) هو متسابق دراجات هوائية ياباني، ولد في 17 يوليو 1967 في هاناماكي في اليابان.

## وصلات خارجية
- كازواكي ساساكي على موقع أوليمبيديا (الإنجليزية)